# هکتور سام
هکتور سام (انگلیسی: Hector Sam; ۲۵ فوریهٔ ۱۹۷۸ – ) بازیکن فوتبال اهل ترینیداد و توباگو بود.
از باشگاه‌هایی که در آن بازی کرده‌است می‌توان به باشگاه فوتبال والسال، باشگاه فوتبال نوتس کانتی، باشگاه فوتبال ورکسام، و باشگاه فوتبال پورت ویل اشاره کرد.
وی همچنین در تیم ملی فوتبال ترینیداد و توباگو بازی کرده‌است.